# Gålåvatnet
Gålåvatnet (oder Gålåvatn) ist der Name eines Gebirgssees im Fylke Innlandet (Kommunen Nord-Fron und Sør-Fron) in Norwegen. Er liegt im Gudbrandsdalen etwa 700 m über dem Meeresspiegel, in der Nähe des Wintersportortes Gålå.
Der See ist meist von Januar bis in den April hinein von Eis und Schnee bedeckt. Eine ca. 20 Kilometer lange Loipe führt um den See. Im Sommer ist die Gegend ein beliebtes Ziel von Wanderern.